# Филип IV фон Фалкенщайн
Филип IV фон Фалкенщайн (на немски: Philipp IV von Falkenstein; * ок. 1272; † сл. 1312) е благородник от фамилията Фалкенщайн (линията Лих), господар на замъка „Фалкенщайн“ в Пфалц.

## Произход
Той е син на Филип III фон Фалкенщайн-Мюнценберг († 1322) и първата му съпруга Мехтилд/Матилда фон Епенщайн († пр. 1303), дъщеря на Готфрид III (IV) фон Епенщайн († 1293/1294) и първата му съпруга Мехтилд фон Изенбург-Браунсберг († ок. 1280), дъщеря на граф Бруно II фон Изенбург-Браунсберг († 1255). Полубрат е на Куно II фон Фалкенщайн-Мюнценберг († 1333).

## Фамилия
Филип IV се жени ок. 1294 г. за Аделхайд фон Ринек.